# فرقة المشاة الثانية (الولايات المتحدة)
فرقة المشاة الثانية ("Indianhead") ("2ID" أو "ID 2") هو تشكيل يتبع القوات البرية للولايات المتحدة. مهمته الأساسية الحالية هي الدفاع عن كوريا الجنوبية في المراحل الأولى من غزو كوريا الشمالية حتى وصول قوات أمريكية لاحقة. هناك ما يقرب من 17000 جندي في فرقة المشاة 2، 10,000 منهم متمركزون في كوريا الجنوبية.